# Амазономахія

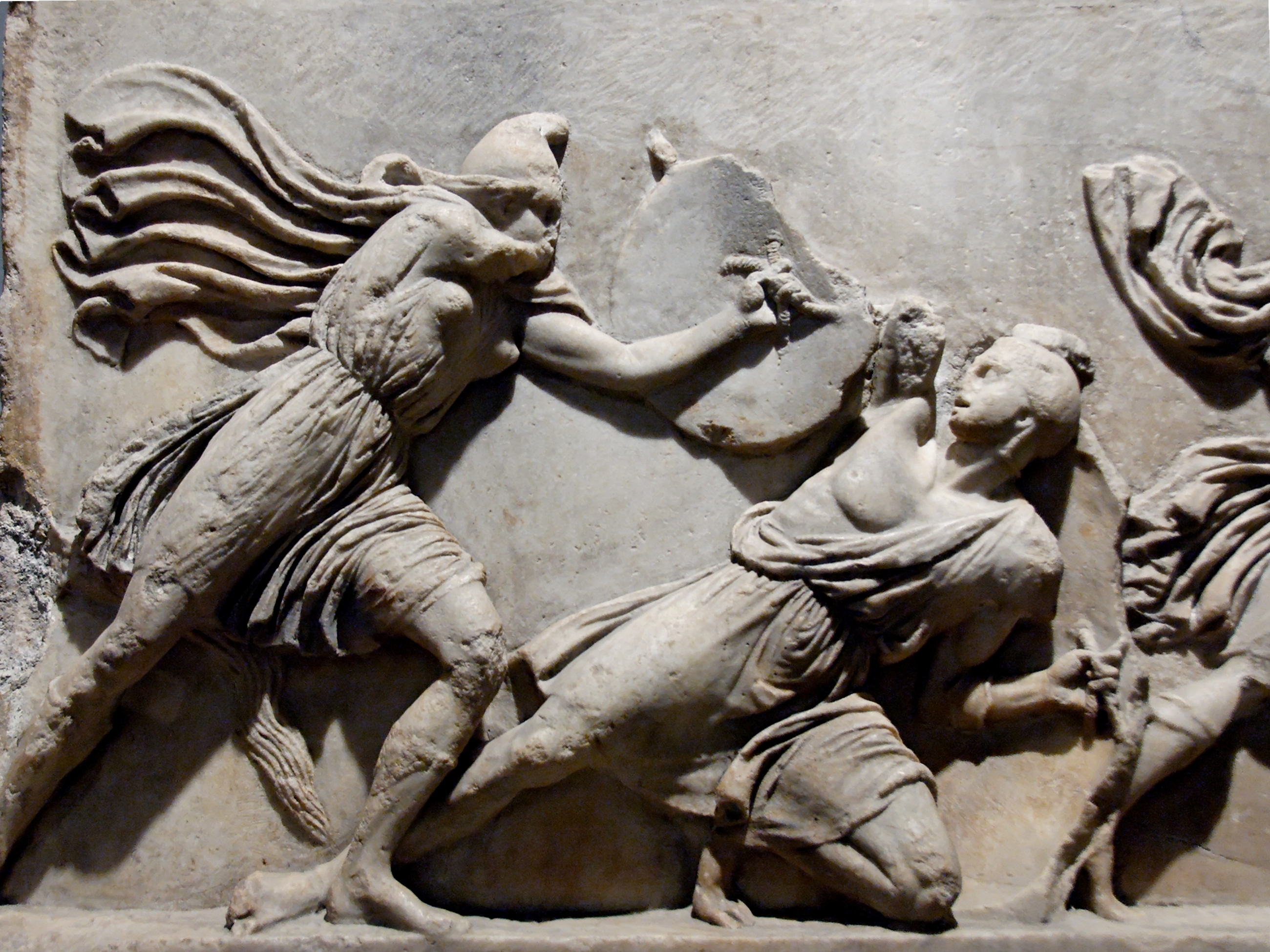
Амазономахія, фриз Галікарнаського мавзолею, Британський музей

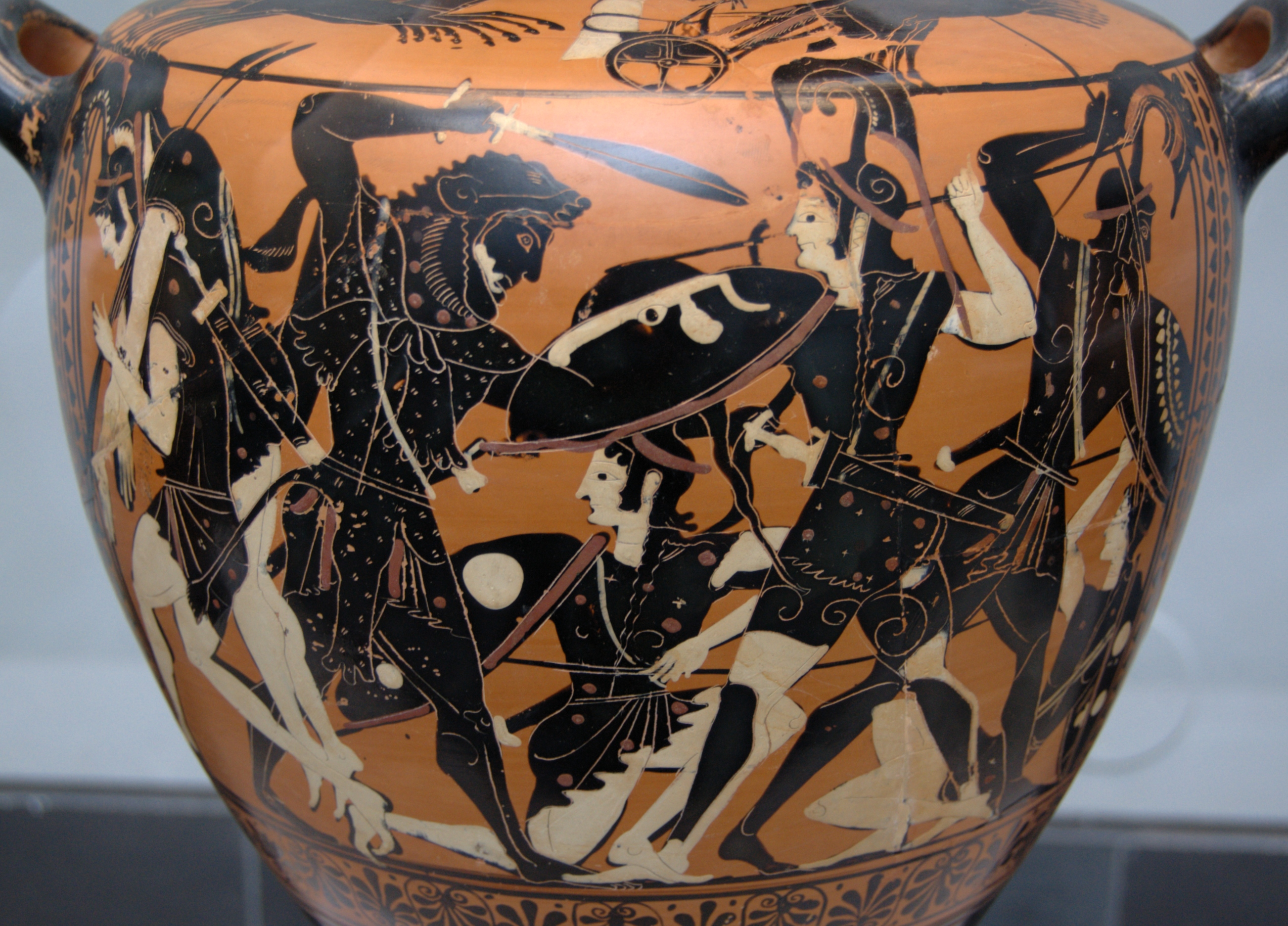
Геракл та амазонки, аттична чорнофігурна гідрія

Амазономахія (грец. Ἀμαζονομαχίαι) — боротьба давньогрецьких героїв Беллерофонта, Геракла, Тесея, Ахіллеса та інших із амазонками — войовничим плем'ям жінок.
Популярний сюжет у грецькому та елліністичному мистецтві, зокрема, у вазописі. На думку вчених, амазономахія могла сиволізувати перемогу грецької культури над варварами. Мотиви амазономахії розроблялися і в післяантичному мистецтві, особливо в стилі бароко.

## Найвідоміші приклади
- Фідій зобразив сцену амазономахії на щиті Афіни Парфенос — монументальної статуї, встановленої у Парфеноні.
- Мікон, оформлюючи Стоа пікіле, зведену на Афінській агорі, також зобразив сцену амазономахії.
- Фрагмент амазономахії зобразив Скопас на скульптурному мармуровому фризі Галікарнаського мавзолею. (нині Британський музей, Лондон)[2].
- Багатофігурна мозаїка з Аполлонії Іллірійської також містить сцену амазономахії[3].